# Gary Oldman
Sir Gary Leonard Oldman, född 21 mars 1958 i New Cross, Lewisham, London, är en brittisk skådespelare och filmskapare. Oldman har spelat bland andra Ludwig van Beethoven, Lee Harvey Oswald, Sid Vicious, Sirius Black, kommissarie James Gordon och greve Dracula. Han spelade också skurken Zorg i Det femte elementet.
Oldman Oscarnominerades i kategorin bästa manliga huvudroll (2011) i sin roll som George Smiley i spionthrillern Tinker, Tailor, Soldier, Spy. Vid Oscarsgalan 2018 vann han en Oscar i samma kategori för sin roll som Winston Churchill i Joe Wrights film Darkest Hour.
Den 13 juni 2025 blev Oldman adlad.

## Biografi
Som 16-åring hoppade Oldman av skolan och fick jobb som affärsbiträde. Han var mycket intresserad av film och teater och blev en aktiv medlem av The Young Peoples Theatre i Greenwich, England. Under den tiden fick han ett stipendium för att gå på The Rose Bruford College of Speech and Drama i Kent, England. Oldman fick sin masterexamen i teaterkonst 1979 och fick därefter flera teater- och TV-roller. Han blev känd för sina intensiva rolltolkningar och närvaro och fick flera priser och utmärkelser. En av dessa tidiga filmroller var i Mike Leighs tv-film Meantime från 1983.
Gary Oldmans stora internationella genombrott kom med rollen som Sid Vicious i filmen Sid and Nancy, som handlar om Vicious som var basist i punkgruppen Sex Pistols. En roll där han porträtterade Sid Vicious självförbrännande liv präglat av droger och våld. När Oldman senare blev uppmärksammad av amerikanska regissörer blev han även känd för sin enastående förmåga att härma olika amerikanska (och engelska) dialekter. Något som han visat prov på i många filmer, både amerikanska och engelska.
Ett par roller där han befäste sin ställning var bland annat som en hårdhjärtad advokat i filmen Criminal Law (1988), som en mentalpatient från den amerikanska södern i Chattahoochee (1990) samt som en irländsk-amerikansk gangster i State of Grace (1990). Det var i rollen som John F. Kennedys utpekade mördare Lee Harvey Oswald i filmen JFK, regisserad av Oliver Stone (1991) som han etablerade sig som en stor skådespelare och ”mänsklig kameleont”. På grund av den filmen fick han sedan huvudrollen som Greve Dracula i Francis Ford Coppolas film Bram Stokers Dracula (1992). Därefter har Gary Oldman också skrivit manus och regisserat flera filmer.

### Privatliv
Gary Oldman var gift med Lesley Manville 1988–1990, de fick ett barn tillsammans. Åren 1990–1992 var han gift med Uma Thurman. Mellan 1997 och 2001 var han gift med Donya Fiorentino och tillsammans fick de två barn. Fjärde äktenskapet var med sångerskan Alexandra Edenborough och varade åren 2008–2015. Sedan 2017 är han gift med Gisele Schmidt.

## Filmografi i urval
- 1982 – Hågkomst
- 1984 – Under tiden (TV-film)
- 1986 – Sid and Nancy Love Kills
- 1987 – Prick Up Your Ears
- 1988 – Firman (TV-film)
- 1988 – Criminal law
- 1990 – Rosencrantz och Gyllenstjärna är döda
- 1990 – State of Grace
- 1991 – JFK – Lee Harvey Oswald
- 1992 – Bram Stokers Dracula – Greve Dracula
- 1993 – True Romance
- 1993 – Romeo is Bleeding
- 1994 – Min odödliga kärlek
- 1994 –  Léon – Stansfield
- 1995 – Passionens pris
- 1997 – Nil By Mouth (regi, manus och produktion)
- 1997 – Det femte elementet
- 1997 – Air Force One – Egor Korshunov
- 1998 – Lost in Space
- 2001 – Hannibal – Mason Verger
- 2001 – Vänner (gästroll i tv-serie)
- 2002 – Interstate 60 – O.W Grant
- 2004 – Harry Potter och fången från Azkaban – Sirius Black
- 2005 – Harry Potter och den flammande bägaren – Sirius Black
- 2006 – Batman Begins – kommissarie James Gordon
- 2007 – Backwoods
- 2007 – Harry Potter och Fenixorden – Sirius Black
- 2008 – The Dark Knight – kommissarie James Gordon
- 2009 – Rain Fall
- 2009 – The Unborn
- 2009 – Planet 51 – röst
- 2009 – En julsaga – Bob Cratchit, lille Tim och Jacob Marley
- 2010 – The Book of Eli
- 2010 – Call of Duty: Black Ops (röst i tv-spel)
- 2011 – Red Riding Hood – fader Solomon
- 2011 – Kung Fu Panda 2 – röst som lord Shen
- 2011 – Harry Potter och dödsrelikerna – Del 2 (en scen) – Sirius Black
- 2011 – Easter Sixteen
- 2011 – Tinker, Tailor, Soldier, Spy – George Smiley
- 2012 – The Dark Knight Rises – kommissarie James Gordon
- 2012 – Lawless – Floyd Banner
- 2013 – Paranoia – Nicolas Wyatt
- 2014 – Robocop – Dr. Robert Norton
- 2014 – Apornas planet: Uppgörelsen – Dreyfus
- 2015 – Child 44
- 2015 – Man Down
- 2016 – Criminal
- 2016 – The Space Between Us
- 2017 – The Hitman's Bodyguard
- 2017 – Darkest Hour – Winston Churchill
- 2018 – Hunter Killer – försvarschef Charles Donnegan
- 2020 – Mank – Herman J. Mankiewicz
- 2021 – Kvinnan i fönstret
- 2022–2024 – Slow Horses (TV-serie)
- 2023 – Oppenheimer – Harry S. Truman
- 2024 – Parthenope – Neapels hjärta – John Cheever